# Seznam slovenskih pianistov
Seznam slovenskih pianistov.

## A
Blaženka Arnič -
Kristina Arnič -
Slavko Avsenik mlajši -
Fada Azzeh -

## B
Urška Babič - 
Danica Baša -
Igor Begojev -
Hubert Bergant - Jure Bergant -
Darinka Bernetič -
Aci Bertoncelj - Aco Aleksander Bišćević -
Eva Bohte Benda -
Zorka Bradač -
Primož Bratina -
Igor Bravničar - 
Danijel Brecelj -
Tatjana Bučar - 
Neža Buh-Neisha

## C
Renato Chicco -

## Č
Franci Čelhar -
Aleksandra Češnjevar Glavina -
Katja Činč -
Tanja Činč -
Dijana Čizmok -
Milanka Črešnik -
Marko Črnčec -
Kristjan Črtomir -

## D
Alenka Dekleva -
Igor Dekleva -
Gojmir Demšar -
Vlasta Doležal Rus -
Jure Dolžan -
Božena Dornik -
Kaja Draksler -

## E
Mojca Eferl -
Leon Engelman -

## F
Marijan Fajdiga -
Meta Fajdiga -
Ivan Ferčič - 
Luca Ferrini - 
Leon Firšt -
Antonin Foerster - 
Gregor Ftičar -

## G
Aleksander Gadžijev -
Anja German -
Saša Gerželj -
Jure Godler -
Tamara Goličnik -
Klemen Golner -
Maja Gombač -
Andrej Goričar -
Bojan Gorišek -
Benjamin Govže - Jan Grbec - Tine Grgurevič

## H
Hinko Haas -
Miha Haas -
Hilda Horak -
Marina Horak - Maja Horvat -
Tadej Horvat -
Silva Hrašovec -
Hermina Hudnik -

## I
Jure Ivanušič -

## J
Tim Jančar - Andrej Jarc -
Tomaž Jeglič -
Drago Josef -
Planinka Jurišić-Atić -
Blaž Jurjevčič -
Miran Juvan -

## K
Adam Kamplet - 
Nejc Kamplet - 
Bojana Karuza -
Maja Kastratovik -
Tatjana Kaučič -
Davor Klarič -
dr. Roman Klasinc - 
Aleksandra Klimova -
Maja Klinar - Steve Klink -
Irena Koblar -
Dana Kobler-Golia -
Marija Kocijančič -
Baldi Kopecki?/Ivo Kopecky -
Pavle Kornhauser -
Andreja Kosmač -
Karmela Kosovel - Neža Koželj - Bogdan Kralj -
Simon Krečič -
Marta Kržič -
Slaven Kulenović -

## L
Mojca Lavrenčič -
Nejc Lavrenčič -
Milko Lazar -
Nevenka Leban Orešič -
Metka Lebar -
Borut Lesjak -
Hotimir Lešničar? -
Ciril Ličar -
Marijan Lipovšek -
Janez Lovše -
Erna Lukač -

## M
Adriana Magdovski -
Nataša Majer -
Lidija Malahotky Haas -
Gita Mally -
Andreja Markun -
Majda Martinc -
Janez Matičič -
Vida Matjan -
Tina Mauko -
Urška Meglič -
Miki Mihelič -
Peter Mihelič (glasbenik) -
Jurij Mihevec -
Katja Milič -
Petar Milić - 
Ana Marija Mitić -
Marijan Mlakar -
Vladimir Mlinarić - 
Emanuela Montanič -
Mojca Monte -
Davorin Mori -

## N
Miha Nagode - 
Katarina Natek - Lovorka Nemeš Dular -
Petra Neuman - 
Ivan Noč -
Barbara Novak - Ivana Novak -
Zdenka Novak -

## O
Tatjana Ognjanović -
Lara Oprešnik -
Marta Osterc-Valjalo -
Marko Ozbič -

## P
Tomaž Pačnik - Sonja Pahor-Torre -
Rok Palčič -
Aleksandra Pavlovič -
Dejan Pečenko - 
Uroš Perić -
Zoltan Peter -
Tomaž Petrač -
Marko Petrušič -
Frank Pikl -
Andreja Počivavšek -
Maša Poljanec -
Dragan Popovič -
Matija Potisk -
Saša Potisk -
Jadviga Poženel-Štrukelj - Leon Pregelj -
Nina Prešiček -
Žarko Prinčič -
Jože Privšek -
Mojca Pucelj -
Blaž Pucihar -
Jaka Pucihar -

## R
Breda Rajh-Divjak -
Ljubo Rančigaj -
Anton Ravnik - 
Janko Ravnik - Tamara Ražem Locatelli -
Vasko Repinc -
Mario Rijavec -
Nena Rion -
Jure Robežnik - Nadja Rus -
Jure Rozman -
Sara Rustja Turniški -

## S
Mirca Sancin - 
Karmen Semič -
Mojmir Sepe -
Jan Sever -
Ingrid Silič - Tomaž Simčič - Katja Sinkovič -
Ana Skedl - 
Ivan Skrt - Dina Slama - 
Borut Smrekar -
Janko Snoj -
Eva Sotelšek -
Urban Stanič -
Žiga Stanič -
Silvester Stingl -
Mirjam Strlič -
Jelka Suhadolnik -

## Š
Jože Šalej - 
Janko Šetinc - 
Tone Šimenc -
Ana Šinkovec -
Mojca Šiškovič -
Pavel Šivic -
Andreja Škabar -
Tjaša Šketako Razpotnik -
Zoran Škrinjar -
Radovan Škrjanc - Peter Škrjanec -
Tatjana Šporar Bratuž - 
Evgen Štefančič - 
Tanja Šterman -
Miha Štokelj -
Jadviga Štrukelj Poženel -
Tanja Štrukelj Zrimšek -
Dušan Štular -
Tjaša Šulc -
Erik Šuler -

## T
Vida Talich -
Tomaž Tobing -
Miha Tomaževič -
Dubravka Tomšič Srebotnjak -
Tomaž Tozon -
Anton Trost -

## U
Manca Udovič - 
Metka Unuk - Irena Urbanc

## V
Nataša Valant -
Marta Valjalo-Osterc -
Igor Vičentić -
Urška Vidic - 
Aleksander Vodopivec -
Marjan Vodopivec -
Sašo Vollmaier - Ivan José Vombergar?

## Z
Rok Zalokar - Tomaž Zamuda -
Zora Zarnik - (Ljubica Zelenik) - Matjaž Zobec -
Tanja Zrimšek -
Brina Zupančič - Suzana Zorko